# Dia de la Tortuga
El Dia Mundial de la Tortuga és una celebració anual que se celebra cada 23 de maig. Va començar l'any 2000 i està patrocinat per American Tortoise Rescue. El dia es va crear com una celebració anual per ajudar la gent a celebrar i protegir les tortugues i els seus hàbitats, així com per encoratjar l'acció humana per ajudar-les a sobreviure i prosperar.